# Tamara Alexandru
Tamara Alexandru (n. 9 august 1933, Chișinău) este o cântăreață de operetă (soprană) și operă.

## Biografie artistică
A studiat la Școala Populară de Artă din Craiova, la profesorul Jenny Ciolac (canto) și Mihai Bârcă (teorie-solfegiu). A debutat în cadrul Ansamblului "N. Bălcescu" din Craiova, în 1953. Din 1958 până în 1970 este solistă a Teatrului Muzical „N. Leonardi” din Galați. Printre operele jucate se numără:
- Sărutul Cianitei de Iuri Miliutin
- Văduva veselă de Franz Lehár
- Vânzătorul de păsări de Carl Zeller
- Vagabonzii, Lăsați-mă să cânt de Gherase Dendrino
- Ana Lugojana de Filaret Barbu
- Trubadurul de Giuseppe Verdi
- Mam’zelle Nitouch de Florimond Ronger (Hervé)
- Pălărie cu bucluc de Th. Drăgulescu